# 慶州拝洞石造如来三尊立像
慶州拝洞石造如来三尊立像（けいしゅう はいどう せきぞうにょらいさんぞんりゅうぞう、ハングル: 경주 배동 석조여래삼존입상〈キョンジュ ペドン ソクチョヨレサンジョンイプサ〉）は、韓国、慶尚北道慶州市拝洞（拜洞、ハングル: 배동〈ペドン〉、旧・拝里〈拜里〉）にある三国時代新羅（古新羅）の3体の石仏立像である。1963年1月21日、大韓民国指定宝物第63号に慶州拝里石仏立像（慶州拜里石佛立像、ハングル: 경주배리석불입상〈キョンジュペリサンジョンソクブルイプサ〉）として指定され、2010年8月25日、現在の名称に変更された。
2000年11月、国際連合教育科学文化機関（ユネスコ、UNESCO）の世界遺産（文化遺産）に登録された慶州歴史地域（慶州歴史遺跡地区、ハングル: 경주역사유적지구）の南山地区（慶州南山一円〈史跡311号〉）となる南山（ナムサン）の西南山地区にある禅房谷（ハングル: 선방곡〈ソンバンゴク〉）に位置し、禅房谷拝里三尊石仏立像（ハングル: 선방곡 배리 삼존석불입상〈ソンバンゴク ペリ サンジョンソクブルイプサ〉）と称されるほか、地名とともに拝里（拝洞）三体石仏（ハングル: 배리（배동）삼체석불〈ペリ（ペドン）サムチェソクブル〉）とも呼ばれる。

## 歴史
3体の石仏は、三国時代末期、7世紀初頭（第1四半世紀）もしくは中頃のものとされる。朝鮮時代（1392-1897年）の廃仏により、それぞれ付近の仏堂跡辺りに倒れていたものを、1923年、今日の位置に安置された。当初は慶州の博物館に移送する計画があったが、その重量により途中の橋を通過できず現在の場所に立てられたという。

## 特徴
中尊（本尊）は、如来（釈迦如来〈もしくは阿弥陀如来〉）立像で、左右の脇侍は菩薩立像である。これらの石仏がもともと三尊であったかは不明であるが、基本様式が同様であり、かつ発見時の状況から見て、当初より三尊仏として祀られていたとも考えられる。ただし左脇侍（観音菩薩）は、ほかの2体に比べてやや趣向が異なるとの見方もある。
中尊は、一石丸彫りで、高さ2.7メートル(2.75m、2.78m)。鼻先にやや損傷があるが円満な面相で微笑み（アルカイク・スマイル）、童顔で身体は短く寸胴で、右手を施無畏印、左手を与願印とする印相（施無畏与願印）をなす。肉髻（にくけい〈頂髻〉）は2重で広くて低く、それより下方のみに螺髪があるのが特異である。通肩（つうけん）であるが右肩の裾に少し掛かる、厚い法衣（ほうえ）の衣紋（衣文、えもん）は古調で、胸から足元にかけて5本のU字状の曲線で描かれる。光背はないようにも見えるが、背後には狭い挙身光（きょしんこう）がある。鼻の欠損は、石仏の鼻が不妊症に効くとの俗信により採取されたためといわれる。
左脇侍は、高さ2.4メートル(2.36m、2.35m) 。一石丸彫りで、やや細身であり、前面が少し摩損するが、背面の衣紋は良好に残る。面相は微笑みをたたえ、後頭に円形の頭光（ずこう）がある。法衣は比較的薄く、装飾は少ない。右手を胸元に上げ、左手を下げて宝瓶（ほうびょう）を持つ。
右脇侍は総高約2.45メートル(2.36m、2.93m) で、膝下で切断された立像の上下を繋ぎ、ほぼ完形として良好に保存される。豊満かつ女性的で、左手に持つ蓮華（ハスの花）を左肩に上げ、大きな華鬘（けまん〈首飾り〉）を足首まで垂らして、蓮華座に立つ。童顔で、鼻先に損傷があものの面相は微笑み、後頭の円形の頭光には花文（花文様）と化仏（仏形）が彫られる。